# Fulco de Angulema
Fulco de Angulema fue un prelado francés arzobispo de Tiro. Fue Patriarca de Jerusalén desde 1146 hasta su muerte en 1157, en Palestina.
Fulco llegó a Tierra Santa desde Angulema. Según Guillermo de Tiro fue "religioso y temeroso de Dios, dotado de poca inteligencia, pero un hombre fiel y amante de la disciplina." En Francia había sido abad de Celles-sur-Belle, y llegó a Jerusalén en 1131 durante el cisma entre el Papa Inocencio II y el Antipapa Anacleto II, como el Obispo de Angulema estaba a favor de Anacleto, Fulco se puso a favor de Inocencio. En Jerusalén sirvió como canónigo de la Iglesia del Santo Sepulcro, y en 1134 sucedió a Guillermo I como Arzobispo de Tiro (no confundir con el historiador).
Fue consagrado por Guillermo I de Malinas, Patriarca de Jerusalén, pero tuvo que viajar a Roma para dar el palio a Inocencio II. A su regreso encontró al Patriarca Guillermo sumamente ofendido por su marcha. Inocencio II reprendió duramente a Guillermo, y amenazó con tomar Tiro directamente bajo la autoridad de Roma, o a transferir la ciudad al Patriarca de Antioquía. Esta era una antigua controversia, ya que antes de la conquista musulmana de Tierra Santa, Tiro estaba supeditada a Antioquía, después de la reconquista de los cruzados, pasó a depender de Jerusalén. La disputa se resolvió quedando Tiro bajo la jurisdicción de Jerusalén.
En 1139 Fulco participó en el asedio de Banias, y en diciembre de ese año estuvo presente en un sínodo en Antioquía.
El Patriarca Guillermo I de Malinas murió en 1145, y el 26 de enero de 1146, Fulco fue nombrado nuevo Patriarca de Jerusalén. En Tiro se produjo una disputa entre Raúl, el canciller de Jerusalén, y Pedro de Barcelona, en la que al final fue Pedro el que fue nombrado Arzobispo de Tiro.
En 1148 Fulco celebró con entusiasmo la llegada de Conrado III a Jerusalén en la Segunda Cruzada. También envió felicitaciones a Luis VII de Francia, que había parado en Antioquía; Fulco persuadió a Luis para continuar hasta Jerusalén en lugar de permanecer en Antioquía o Trípoli. En junio, Fulco asistió al Concilio de Acre, donde se tomó la decisión de atacar Damasco, lo que al final llevó al fracaso de la Segunda Cruzada.
En 1149 consagró el recién renovado Santo Sepulcro, que había sido objeto de reorganización y expansión durante los últimos 50 años desde la Primera Cruzada. La iglesia de estilo románico inspiró a numerosas iglesias en Europa.
En 1152, Fulco intervino en la disputa entre el Rey Balduino III de Jerusalén y su madre Melisenda de Jerusalén. En 1143 Balduino III heredó el trono a la edad de 13 años, al morir su padre Fulco de Jerusalén, pero Melisenda siguió ejerciendo de regente de Balduino incluso después de que este cumpliera la mayoría de edad en 1148. La disputa dio lugar a enfrentamientos armados en 1152, y Fulco fracasó en los intentos de negociar un acuerdo de paz. Finalmente Balduino ganó la disputa.
En 1153 estuvo presente en el Asedio de Ascalón, donde portaba la Vera Cruz. En 1155 se vio envuelto en una disputa con los Caballeros Hospitalarios, que además de negarse a pagar los diezmos a la iglesia, interrumpieron en una misa que hacia Fulco en el Santo Sepulcro, e incluso en un momento dado, según Guillermo de Tiro, se atrevieron a disparar flechas en la iglesia. Fulco y los otros prelados eclesiásticos de Outremer viajaron a Roma para quejarse directamente al Papa Adriano IV.
En 1156 se opuso al matrimonio de Amalarico, Conde de Jaffa y Ascalón, con Inés de Courtenay, por motivos de consanguinidad. Fulco falleció el 20 de noviembre de 1157. Guillermo le describe como "un hombre de avanzada edad, casi un centenario".
| Predecesor: Guillermo I de Malinas | Patriarca de Jerusalén 1146 – 1157 | Sucesor: Amalarico de Nesle |

- Datos: Q980629